# Giuliano Nakaura
Giuliano Nakaura Jingorō (Nakaura, 1568 – Nagasaki, 21 ottobre 1633) è stato un presbitero giapponese.

## Biografia
Nel 1585 fece parte, insieme ad altri tre giovani patrizi, della storica prima ambasceria partita dal Giappone per volere di alcuni signori locali (daimyō) convertiti al Cristianesimo. Tornato in patria, divenne sacerdote della Compagnia di Gesù e si dedicò per circa quarant'anni ad un fervente apostolato. Divenne famoso per il motto con cui si presentava ovunque: "Io sono il padre Giuliano Nakaura, quello che è stato a Roma". Morì a seguito di un crudele martirio, appeso per i piedi a testa in giù con il capo in una buca piena di letame. Figura molto popolare in Giappone, oggetto di monumenti, opere letterarie, film, ecc.

## Culto
È stato beatificato il 23 novembre 2008 a Nagasaki insieme ad altri 187 martiri giapponesi. La chiesa romana di Santa Maria dell’Orto, che ebbe parte molto importante nel soggiorno romano dell'ambasceria, gli ha dedicato una cappella. La figura di Giuliano Nakaura si caratterizza - rispetto a molti altri pur luminosi martiri della Fede in terre lontane - per la straordinaria fedeltà alla Chiesa di Roma ed in particolare alla persona del Sommo Pontefice, tanto che queste doti peculiari sono anche richiamate nella preghiera ufficiale in suo onore approvata dall'Autorità ecclesiastica e pubblicata anche sul sito web della chiesa:
«O Dio, che al Beato Giuliano Nakaura, martire giapponese, donasti dapprima il privilegio di essere il primo pellegrino giunto alla sede di Pietro da quelle terre lontane e poi la forza di dare la vita nella sua terra natale in difesa della Fede cristiana, presentandosi anche ai suoi persecutori come «colui che è stato a Roma»: per sua intercessione ti chiediamo di essere sempre coraggiosi testimoni del Tuo Figlio nella nostra famiglia, nel nostro lavoro e nella nostra vita quotidiana, nonché di accrescere in noi l'amore e la fedeltà verso la persona e il magistero del Santo Padre. Amen»
La festa liturgica del beato cade il 21 ottobre ma la chiesa trasteverina - stante la vicinanza delle date - lo celebra con solennità in occasione della Festa Titolare di Maria SS. dell'Orto (terza domenica d'ottobre).